# Янсен, Гарри
Генрих Вольдемар Амандус Янсен (Яннсен) (известный как Гарри Янсен; эст. Heinrich Woldemar Amandus (Harry) Jannsen; 13 сентября 1851 — 14 октября 1913) — прибалтийский эстонский писатель, журналист, редактор.

## Биография
Сын Йоха́на Вольдема́ра Я́ннсена, поэта, журналиста, лидера эстонского национального движения, основателя и руководителя первой эстонской газеты «Pärnu Eesti Postimes». 
До 1881 года изучал лингвистику в Дерптском университете. После того, как его отец был парализован, заменил его и взял на себя редактирование «Eesti Postimees» («Ээсти постимеэс») в Дертпте. В 1882 году основал немецкоязычную газету «Die Heimat», которую редактировал (в Риге и Ревеле) до 1885 года, в которой выступал за интеграцию местных прибалтийских народов в состав империи и их русификацию. Позже, состоял на государственной службе, был цензором в Риге.  
Был также членом Эстонского студенческого общества, Клуба песни и танца «Ванемуйне » и Общества писателей Эстонии.

## Избранные произведения
- «Liederbuch eines Balten» (1880)
- «Sagen und Märchen des estnischen Volkes» (1881—1888).